# سیارک ۱۷۲۱۵
سیارک ۱۷۲۱۵ (به انگلیسی: 17215 Slivan، نامگذاری:2000AG238) هفده هزار و دویست و پانزدهمین سیارک کشف شده‌است که در ۶ ژانویه ۲۰۰۰ کشف شد.
قدر مطلق سیارک برابر ۱۰.۷ است.